# Bryum argenteum
Bryum argenteum Hedw., 1801 è una specie di muschio della famiglia Bryaceae.

## Distribuzione e habitat
È una specie a distribuzione cosmopolita, presente in tutti i continenti compresa l'Antartide.
È una specie pioniera, in grado di colonizzare svariati tipi di habitat e quasi tutti i substrati: terreni calcarei secchi o umidi, terreni sabbiosi o ghiaiosi, compresi quelli artificiali come muri, cemento, etc.
Assieme alla cariofillacea Sagina procumbens, forma l'associazione Bryo-Saginetum procumbentis che si ritrova tipicamente negli interstizi delle pavimentazioni o delle mura.